# Локтевой сгибатель запястья
Локтевой сгибатель запястья (лат. Musculus flexor carpi ulnaris) занимает медиальный край предплечья. Состоит из длинного мышечного брюшка и сравнительно толстого сухожилия.
Различают две головки:
1. плечевая головка (лат. caput humerale) — идёт от медиального надмыщелка плечевой кости и межмышечной перегородки
2. локтевая головка (лат. caput ulnare) — от локтевого отростка, верхних 2/3 задней поверхности локтевой кости и фасции предплечья

Направляясь вниз, сухожилие проходит под удерживателем сгибателя, охватывая сесамовидную гороховидную кость и, переходя в гороховидно-крючковую и гороховидно-пястную связки, прикрепляется к крючковидной и V пястной костям.

## Функция
Вместе с лучевым сгибателем запястья сгибает кисть, а также приводит её.